# Dementia
Dementia és una pel·lícula experimental de terror en blanc i negre estatunidenda de 1955 produïda, escrita i dirigida per John Parker i protagonitzada per Adrienne Barrett i Bruno Ve Sota. La pel·lícula, que no conté diàlegs, segueix les experiències de malson d'una jove dona durant una sola nit a Skid Row (Los Angeles). Estilísticament, incorpora elements de terror, cinema negre i expressionisme.
Dementia va ser concebuda com un curtmetratge per l'escriptor i director Parker i es va basar en un somni que li va transmetre la seva secretària, Barrett. Va incloure Barrett a la pel·lícula, juntament amb Ve Sota, i finalment va decidir expandir-la a un llargmetratge. La pel·lícula va rebre una estrena problemàtica, sent prohibida el 1953 pel New York State Film Board abans de ser estrenada finalment el desembre de 1955. Més tard va ser adquirida per Jack H. Harris, que la va editar i va incorporar la narració de veu en off d'Ed McMahon abans de tornar-la a publicar el 1957 amb el títol alternatiu Daughter of Horror.

## Argument
Una jove es desperta d'un malson en un hotel deteriorat. Deixa l'allotjament i s'endinsa a la nit. Es troba amb un nan venent diaris amb l'atrevit titular "Apunyalament misteriós". Ella somriu enigmàticament i camina ràpidament. En un carreró fosc, un borratxo s'acosta i l'agafa. Un policia la rescata i apallissa al borratxo quan se'n va. Pel seu camí, un proxeneta, amb un bigoti prim com un llapis, i ben vestit, se li acosta, li compra una flor d'una cistella de flors i l'enganya perquè acompanyi un home ric d'aspecte porcí en una limusina amb xofer. Mentre creuen de nit, ella pensa en la seva tràgica joventut i en el seu pare abusiu. Ella l'havia apunyalat fins a la mort amb una navalla després que disparés i matés la seva mare infidel.
L'home ric la porta a bars i discoteques i finalment al seu elegant apartament. Primer la ignora mentre es delecta amb un àpat abundant. Ella el tempta, i quan ell avança cap a ella, ella l'apunyala amb la seva navalla, empenyent l'home moribund per una finestra del pis superior. Quan es tomba, agafa el penjoll al coll d'ella i se li trenca a la mà mentre cau en picat. La dona boja surt corrents de l'edifici cap al carrer i s'enfronta al cadàver de l'home. La mà del mort encara agafa el seu penjoll amb ma de ferro, obligant-la a tallar-lo amb el seu ganivet. Fuig mentre l'agafa, mentre s'imagina als espectadors sense rostre que la miren impassiblement. De nou, apareix el cotxe patrulla. El mateix policia, amb un estrany somriure congelat, la segueix amb un focus mentre corre; sembla tenir la cara del seu pare. S'esmuny per una cantonada, amagant la mà tallada a la cistella de la florista.
Mentre corre per un carreró, el proxeneta l'agafa de sobte des de dins d'una porta i l'arrossega a un club; un públic entusiasta veu tocar una banda de jazz. Entra el policia somrient, mentre el cadàver de l'home ric es troba a la finestra assenyalant la seva assassina amb la seva soca sagnant. La multitud avança, envoltant-la, rient maníacament. Es desmaia, tornant a despertar sola a la seva lúgubre habitació d'hotel. Va al mirall de l'armari i busca pistes. Al calaix superior, descobreix el seu penjoll trencat, agafat amb els dits d'una mà tallada tancada sobre ell.

## Repartiment
- Adrienne Barrett com a gamine
- Bruno Ve Sota com a home ric
- Ben Roseman com a encarregat de fer complir la llei / pare
- Richard Barron com el malvat
- Edward Hinkle com a majordom
- Lucille Howland com a mare
- Jebbie Ve Sota com a noia de les flors
- Faith Parker com a ballarina de discoteca
- Gayne Sullivan com a borratxo
- Shorty Rogers com ell mateix
- Angelo Rossitto com a repartidor de diaris
- Shelley Berman com a Stoned Beatnik

## Anàlisi
L'estudiós cinematogràfic John Parris Springer suggereix que Dementia, tot i que mostra elements d'una pel·lícula de terror, funciona en gran manera com una "crítica psicosocial de la violència contra les dones endèmica de la societat patriarcal". Dins de l'ambient fosc i urbà de la pel·lícula, una metàfora òbvia de la ment, resideix un fet social igualment fosc: que la vida de les dones sovint es defineix ('marcada)' per l'abús, l'objectivació, l'amenaça sexual i la violència". Springer també assegura que, a causa de la voluntat de gamine de contrarestar els seus maltractadors amb violència, la pel·lícula va haver de contextualitzar-se dins del gènere de terror, ja que era l'únic gènere en aquell moment. que va permetre representar aquestes transgressions.
El periodista Herman G. Weinberg va escriure que el personatge principal de la pel·lícula pateix un complex d'Electra, i està atrapat en "un món de malson en el qual tot el bo ha estat derrotat deixant la noia embolicada en la bogeria, com un capoll protector." A més, Weinberg la va declarar la "primera pel·lícula freudiana estatunidenca."

## Producció
L'escriptor i director John Parker (1925–1981) era un aspirant a productor de cinema de Portland, Oregon, on la seva família era propietària i operava de la popular cadena de cinema J. J. Parker de l'estat. Parker va concebre la idea de Dementia basant-se en un malson que la seva secretària, Adrienne Barrett, li havia retransmès. Parker va triar Barrett en el paper principal de la gamine, una dona jove passejant per Skid Row (Los Angeles), en el que inicialment estava previst que fos un curtmetratge. Parker va triar Bruno Ve Sota com l'home ric que es troba amb la Noia, i li va pagar 30 dòlars per quinze hores de rodatge. Satisfet amb els resultats, Parker va decidir ampliar el curt a una pel·lícula més llarga.
Dementia es va rodar en platós d'estudi de Hollywood i a Veice, Califòrnia. La producció, inclosa l'edició, va acabar l'any 1953. Tot i que Parker només s'acredita com a director, escriptor i productor, Ve Sota també va contribuir a la pel·lícula de manera significativa, servint com a coguionista i codirector. Segons Ve Sota, moltes de les escenes van ser improvisades.
La pel·lícula original no tenia diàlegs, només música i alguns efectes de so, com cops de portes, rialles, etc. La partitura musical de la pel·lícula és del compositor avantguardista George Antheil, vocalitzada per Marni Nixon. No hi ha cap lletra com a tal. El músic de Jazz Shorty Rogers i la seva banda, els Giants, es poden veure i escoltar actuant a l'escena del club nocturn.

## Estrena

### Distribució
Dementia es va estrenar breument el 1953 abans de ser prohibida pel New York State Film Board, que la va considerar "inhumana, indecent i la quintaessència de la crueltat". Dos anys més tard, va ser re-estrenada a Nova York el 22 de desembre de 1955, amb quatre edicions exigides pels censors. Es va combinar en una sessió doble amb una altra pel·lícula de 50 minuts, Picasso. Com a acrobàcia promocional per a l'estrena de 1955, els empleats del teatre havien de presentar exàmens mèdics dels clients per part d'"especialistes del cor" per assegurar-se que els espectadors del teatre no s'espantarien fins al punt de danyar la seva salut.
Aquesta versió va ser recollida per Jack H. Harris i la va tornar a publicar com a Daughter of Horror el gener de 1957. La versió d'Harris també té música sense diàlegs, però amb narració afegida per l'actor Ed McMahon.
El maig de 1957, la British Board of Film Classification va negar a Dementia (en la seva versió alternativa Daughter of Horror) la classificació d'estrena. Dementia finalment va ser aprovada l'any 1970 sense edicions per l'estrena al cinema al Regne Unit.

### Resposta crítica
El New York Daily News' va criticar la pel·lícula per patir una falta de coherència: "La presentació, dissenyada com una sorpresa, és suficient per tornar boig a qualsevol amb sessions alternes de tedi i engany". Variety va escriure que "Pot ser la pel·lícula més estranya que s'hagi ofert mai per a l'estrena en cinemes". Un crític de The New York Times la va considerar "Una peça de pel·lícula juvenilia... malgrat les seves bones intencions... Una comprensió del desig del Sr. Parker de dir alguna cosa nova no es pot conciliar amb la manca de sentit poètic, habilitat analítica i experiència cinematogràfica que s'exhibeix aquí".
Algunes publicacions crítiques van ser menys crítiques, com Cahiers du Cinéma, que va assenyalar: "En quina mesura aquesta pel·lícula és una obra d'art, no estem segurs però, en tot cas, és una cosa forta. ". Time Out Film Guide va assenyalar: "La pel·lícula passa una hora explorant la paranoia sexual d'una dona solitària a través d'un torrent de distorsions expressionistes que semblarien avantguardistes si el "missatge" freudià vulgar no recordava tant les característiques B dels anys 50". El dramaturg Preston Sturges va defensar la pel·lícula, escrivint "Va remoure la meva sang, va purgar la meva libido. El circuit es va completar. El treball era una obra d'art".

### Mitjans domèstics
El 17 d'octubre de 2000, Kino Video va llançar Dementia al DVD de la Regió 1. El disc també inclou la versió publicada per Jack H. Harris de la pel·lícula, Daughter of Horror. Sota el títol Dementia: Daughter of Horror, la pel·lícula es va estrenar novament en DVD l'1 de gener de 2008. El British Film Institute va publicar una combinació de Blu-ray i DVD restaurada l'octubre de 2020, amb les versions Dementia i Daughter of Horror.

## Llegat
Daughter of Horror és potser la més famosa per la seva aparició a The Blob (1958), on és la pel·lícula que es veu al cinema quan ataca la taca.
El 2015, la banda de rock Faith No More va utilitzar imatges editades de Dementia per crear un vídeo per la seva cançó "Separation Anxiety".